# عين سارة
عين سارة هي عين ماء يقع في أسفل الجبل الذي بنيت عليه مدينة الكرك وقلعتها، وهي من عيون الماء الغزيرة حيث تغذي بساتين ومزارع اهالي مدينة الكرك. قبل تطوير شبكة مياه الكرك، كانت عين سارة المزود الوحيد للمياه لكل أنحاء مدينة الكرك.
ويبلغ تصريف مياه عين سارة حوالي 350-400 لتر في الثانية. وتروي مياه عين سارة الكروم، أي بساتين العنب، وبساتين الزيتون ضن منطقة بذان وبردى. وتروي مياه العين المزارع على طول مجرى مياهه الذي يمتد لمسافة 5 كيلوميتر قبل أن تصب بمياه سيل الكرك الذي ينتهي في البحر الميت
للعين أهمية عند تراث الكركيين، فهي ترد بالأهازيج الشعبية. ويحمل متنزة مدينة الكرك اسم العين «متنزة عين سارة» الذي يقع على مدخل المدينة الغربي.  
ينتج في الأردن عرقاً إسمه عرق عين سارة، ويملك المصنع أحد أبناء مدينة الكرك وسماه تيمناً بهذه العين.  